# Something New (老爸老妈的浪漫史)
《Something New》是喜剧《老爸老妈的浪漫史 (第八季)》的季终集，全剧第184集。这一集的标题是西方婚礼的一个习俗中新娘需要为在婚前装备好的东西中的一样，中文意思是“有新”，“有新”的含义能比作在本集首次露面的老妈。

## 剧情
莉莉不知道马修的打算因此无意将去罗马的计划告诉给马修的母亲朱迪，为此马修决定带上孩子去老家安抚下母亲，没事的莉莉和泰德去参观泰德的新房得知泰德打算将房出售搬到芝加哥去。莉莉意识到泰德和罗宾最近又发生了事，在莉莉的追问下泰德说出了中央公园的事，莉莉听后表示知道罗宾把旧物吊坠放在哪里，说出后让泰德意识到吊坠一直在自己身边，激动的泰德打算将吊坠作为结婚礼物，莉莉提心泰德小心些。另一方面一对情侣得罪了罗宾和巴尼，于是两人使诈让对方吵架结果促成对方打算结婚；周五上午10点距离婚礼还有56个小时，马修对莉莉表示不会让任何人打乱计划后得知自己将成为法官，但这样去罗马的计划将泡汤这让马修狠纠结并且没有告诉莉莉。莉莉问泰德婚礼后的打算，泰德表示下周一一大早就要走因此周日晚就要回城，泰德打算坐火车回城，在长岛铁路的一个售票厅一位拿着吉他带着小黄伞的女子露面了，她买了一张去Farhampton的票。

## 文化参考
- 在马修和通知他的人一段对话中说道了电影超人中超人父亲乔-艾尔但还没说完就被对方猜到否决，这其实是一种全息投影，在本剧之前巴尼也对泰德用过。
- 莉莉对泰德说看电影只要不是一盏台灯跳到大写字母I上的是指不要看皮克斯动画，这是皮克斯动画的经典开头。
- 马修将公寓的有线和无线网都断了的行为使得莉莉将公寓比作草原上的小木屋。
- 泰德将自己装修房子的行为比作演员瑞恩·高斯林在电影恋恋笔记本做的那样。
- 一段闪回的罗宾于莉莉的对话中罗宾告诉莉莉自己的祖母当年把吊坠放在屁股里，这一段内容是来自电影低俗小说。

## 制作
哥伦比亚广播公司的新闻稿中表示主创将在本集让老妈亮相。

## 插曲
Simple Song - The Shins（播放与片中最后一段）

## 反响

### 收视
包括DVR观众这一集共有1044万人观看，18-49岁收视率为4.5

### 评价
Donna Bowman在影音俱乐部上给这集A-的评价。
Max Nicholson在IGN上给这集评7.5分。
TV Fanatic给这集评5星，满分为5星。
TV.com的Bill Kuchman指出这集是“具有纪念意义”的。